# Editura Rao
Editura Rao, fondată în 1993, devenită între timp grupul editorial Rao, cu două filiale, Rao Enciclopedic și Rao International este o editură din România. Directorul editurii este Ovidiu Enculescu.

## Prezentare
La început editura s-a specializat în traduceri din limbi străine, există totuși și câteva cărți scrise de autori români. Editura publică autori prestigioși a unor bestselleruri internaționale precum Agatha Christie, Dean Koontz, Stephenie Meyer, Christopher Paolini, Jonathan Stroud, Elizabeth Kostova, Dan Brown, Susanna Clarke și R. L. Stine. Editura Rao s-a specializat și în traduceri din literatura universală, cu autori ca Thomas Mann, Jean Paul Sartre, Gabriel Garcia Marquez, Hermann Hesse, Fiodor Dostoievski, Andrė Gide, Marcel Proust, Andrė Malraux, Franz Kafka, publicați în colecțiile Rao classic sau Opere XX, dar și în editarea  sau a unor cărți cu profiluri foarte diverse, a unor enciclopedii pentru copii, sau a unor albume de artă. Printre autorii români publicați de editura Rao se numără: Leon Butnaru, Ciprian Enea, Ion Vera, Adrian Năstase, Adrian Onciu, Ștefan Mitroi, Dan Voiculescu, Dumitru Popescu, Eugen Ovidiu Chirovici, Dinu Săraru, Liviu Maior, Flaviu George Predescu, Mihai Retegan, Nicolae Radu, Dumitru Preda. 

## Controverse
În anul 2012, editura Rao a fost dată în judecată de către editura britanică Thames & Hudson pentru neplata unor creanțe.În același ani a fost dată în judecată și de către un traducător român, Laura Frunză, care a tradus peste douăzeci de cărți pentru Rao. Motivul invocat în instanță a fost neplata mai multor traduceri. Acțiunea i-a fost respinsă "din cauza unui viciu de procedură". La rândul ei, traducătoarea a fost acuzată că a muncit la negru pentru editură. Într-un interviu pentru Critic Atac, Laura Frunză a respins acuzațiile respective. Ca o consecință a demersului ei, mai mulți traducători s-au coagulat într-o acțiune comună pentru a sensibiliza opinia publică.